# Gatsby le Magnifique
Pour les articles homonymes, voir Gatsby le Magnifique (homonymie).
Gatsby le Magnifique (titre en Anglais : The Great Gatsby) est un roman de l'écrivain américain Francis Scott Fitzgerald (1896-1940). Publié en 1925 aux États-Unis, il a été traduit en français à partir de 1926 sous ce titre (hormis la retraduction de 2011 intitulée Gatsby). L'histoire se déroule à New York dans les années 1920. Il est souvent décrit comme le reflet des années folles dans la littérature américaine.
Il figure à la 2e place dans la liste des 100 meilleurs romans de langue anglaise du XXe siècle établie par la Modern Library en 1998.

## Historique
Publié le 10 avril 1925, il est édité à 75 000 exemplaires, mais il atteint difficilement les 25 000 exemplaires vendus en décembre 1940, à la mort de Fitzgerald. Dès 1925, le livre est retiré des librairies pour défaut de lecteurs.
Le 25 avril 1925, Maxwell Perkins, directeur littéraire aux Éditions Charles Scribner’s Sons, écrit à Fitzgerald : 
« Quoi qu'il en soit, je crois que nous pouvons être sûrs que sitôt le tumulte et les vociférations de la foule des critiques et des échotiers apaisés, Gatsby le Magnifique s'imposera comme un livre tout à fait extraordinaire. Peut-être n'est-il pas parfait ! Mais mener à la perfection le talent d'un cheval somnolent est une chose, et c'en est une autre de maîtriser le talent d'un jeune et sauvage pur-sang. »
Le livre est réédité en 1934, et le tirage de 6 000 exemplaires rencontre le même insuccès. Pendant la crise des années 1930 et la Seconde Guerre mondiale, il tombe pratiquement dans l'oubli. Dans les années 1950, il est à nouveau réédité, et trouve alors, rapidement, un grand cercle de lecteurs. Durant les décennies suivantes, il devient un texte couramment étudié dans les lycées et les universités du monde entier.
Dans une lettre destinée à Maxwell Perkins en juin 1925, F. Scott Fitzgerald indique qu'une de ses nouvelles, Rêves d'hiver, écrite en 1922, à 26 ans, est comme « une sorte de première esquisse », notamment par les thèmes abordés, de ce roman. Un passage de cette nouvelle est d'ailleurs repris dans Gatsby le Magnifique, celui de la description de la maison de l'héroïne.

## Synopsis
Raconté par un voisin devenu son ami, le roman tourne autour du personnage de Gatsby, jeune millionnaire charmant au passé trouble qui vit luxueusement dans une villa toujours pleine d'invités. Par certains aspects, le livre peut paraître une critique complexe de la bourgeoisie, de son opulence et de sa superficialité, où chaque personnage est prêt à tout pour parvenir à ses fins.
Nick Carraway, un jeune homme américain du Midwest atteignant la trentaine, se rend à New York pour travailler dans la finance comme agent de change. Par hasard, il trouve à louer une petite bicoque à Long Island, zone résidentielle très huppée et snob de la banlieue new-yorkaise. Sa demeure, presque invisible, est située dans West Egg entre deux énormes et luxueuses villas. De là, la vue est imprenable sur East Egg, l'endroit le plus cossu et sélect de toute la zone. C'est là qu'habitent Daisy, sa cousine germaine, et le mari de celle-ci, Tom Buchanan, issu de la même promotion que Nick à l'université Yale.
Nick se rend un soir chez les Buchanan, sur invitation de Daisy. Tom, beau et riche colosse, mais quelque peu bourru, paraît végéter auprès de Daisy, laquelle semble tout autant s'ennuyer avec son mari. Elle passe le plus clair de son temps avec son amie, Jordan Baker, joueuse de golf professionnelle.
Tom, peu de temps après, demande à Nick de l'accompagner pour lui présenter sa maîtresse, Myrtle Wilson, femme d'un garagiste sur la route qui relie New York à Long Island. Nick, témoin de l'inconstance de Tom, de l'enlisement du couple qu'il forme avec Daisy, n'aurait guère d'intérêt à fréquenter les Buchanan s'il n'y avait le rapprochement de plus en plus sensible avec la belle Jordan. Celle-ci s'étonne qu'il ne connaisse pas Gatsby puisqu'il habite West Egg, comme elle, et qu'on ne parle que de cet homme à la richesse fabuleuse.
Gatsby est justement son voisin. C'est lui qui possède l'immense maison (inspirée de Beacon Towers) très animée qui occulte celle, misérable, de Nick. Gatsby donne fréquemment des réceptions somptueuses, qui accueillent des centaines de convives. Mais qui est Jay Gatsby ? D'où vient-il ? Que fait-il ? Les rumeurs les plus folles circulent sur son passé et sa fortune, même au sein de sa propre maison. C'est ce que Nick brûle de découvrir lorsqu'un jour il reçoit une invitation pour passer la soirée chez Gatsby. Une incroyable histoire va lier Nick, Tom, Gatsby, Jordan, Myrtle et Daisy pendant cet été 1922…

## Personnages
Jay Gatsby : c’est un jeune millionnaire vivant dans une débauche de luxe et qui aime étaler sa richesse pour éblouir les autres. Il organise dans son grand manoir des fêtes grandioses qui attirent des centaines de convives, mais il reste souvent en retrait lors de ces réceptions et semble méprisé par ses invités, qui font courir les plus folles rumeurs sur son passé. On apprend au fil du roman qu’il est issu d’une famille de fermiers pauvres et que sa fortune est vraisemblablement fondée sur des activités criminelles, notamment la contrebande d’alcool. Gatsby est obsédé par l’argent mais il est surtout dévoré par les sentiments qu’il éprouve pour Daisy, qu’il a connue cinq ans plus tôt, mais qui lui a échappé pendant qu’il était mobilisé à la guerre. C’est un amour obsessionnel. Gatsby est prêt à tout pour la reconquérir et cette passion devient dévorante, au point de le rendre inconsolable. Il mourra dans l’indifférence générale de ceux qui l’ont connu.
Nick Carraway : c’est le narrateur du roman et on suit aussi sa propre histoire dans ce livre. C’est un jeune homme, originaire du Minnesota (Middle West), qui s’est installé à New York comme agent de change. Il est honnête et tolérant, aime la littérature. Il sert souvent de confident et va se trouver mêlé à la vie de Gatsby, qui devient un vrai ami. Dans ce livre, Nick apparaît comme un observateur lucide de la société de l’époque, de la superficialité de la bourgeoisie et du pouvoir de l’argent sur les rapports humains.
Daisy Buchanan : c’est une lointaine cousine de Nick et c’est l’épouse de Tom Buchanan. Elle est belle et riche (elle vient d’une famille aisée), courtisée par de nombreux officiers dont Gatsby. Elle est attachée à sa vie de luxe, mais ne semble pas heureuse dans sa vie de couple avec son mari Tom. Elle apparaît comme froide et distante.
Tom Buchanan : c’est le riche mari de Daisy. Il est brutal, arrogant et souvent hypocrite, raciste, sexiste et n’hésite pas à tromper sa femme avec Myrtle. Il utilise sa richesse pour contrôler et dominer les autres. Lorsqu’il apprend la liaison entre sa femme et Gatsby, il réagit avec indignation.
Jordan Baker : c’est l’amie de Daisy. Cette belle jeune femme est golfeuse de haut niveau.

## Analyse

### Nostalgie
Ce livre raconte l’histoire de Gatsby qui essaie de remonter le temps et de reconquérir Daisy, la jeune femme qu’il a rencontrée cinq ans plus tôt, avant d’être mobilisé pour la Grande guerre. Le jeune millionnaire semble idéaliser les moments qu’il a vécus avec elle et voudrait faire revivre ce passé, toujours présent dans son esprit. C’est une passion dévorante qu’il éprouve, qui l’empêche d’avoir d’autres projets. Il pense que Daisy quittera son mari pour l’épouser lui, son ancien amant, et il espère même retourner vivre avec elle à Louisville, la ville où ils se sont rencontrés.
Daisy aussi aime Gatsby et paraît comme bouleversée lorsqu’elle le revoit, cinq ans après leur séparation. Mais au moment où son mari devient menaçant, lorsqu’il comprend ses sentiments pour Gatsby, elle choisit de rester avec lui, préférant la sécurité de sa vie présente.
L’idée du temps qui passe et la nostalgie sont aussi présentes chez le narrateur Nick, notamment le jour de ses trente ans. Célibataire, il se voit déjà vieillir et n’est guère optimiste sur sa future vie conjugale.

### Portée sociologique
Gatsby offre une perspective sur la société américaine des roaring Twenties. Les personnages proviennent chacun de milieux sociaux différents et se trouvent enchevêtrés dans des configurations sociales multiples. Michael Löwy a étudié le phénomène de consommation ostentatoire dans le roman.
Certains ont notamment souligné la question de la mobilité sociale abordée par le roman. En économie, la courbe de Gatsby, qui montre une corrélation entre un niveau d'inégalité sociale élevé et une mobilité intergénérationnelle faible, porte le nom du personnage principal de Gatsby le Magnifique. Le roman a par ailleurs fait l'objet d'analyses économiques.

### Rôle culturel
Le roman a été analysé comme l'une des grandes oeuvres littéraires américaines. Elle a connu à ce titre des interprétations diverses selon les époques.

## Traductions

### Versions
Il existe plusieurs traductions du roman en français :
- Gatsby le magnifique, traduction de Victor Llona (1re version), [1925] 1926, éd. S. Kra (alias Le Sagittaire).
- Gatsby le magnifique, traduction de Victor Llona (2e version), [1945] 1946, éd. Grasset (et Le Sagittaire en poche) ; rééd. Livre de Poche, 1962. lire en ligne sur Gallica
- Gatsby le Magnifique, traduction de Michel Viel, 1991, Lausanne : L'Âge d'homme.
- Gatsby le magnifique, traduction de Jacques Tournier (1re version), 1996, Grasset.
- Gatsby le magnifique, traduction de Jacques Tournier (2e version), 2007, Grasset.
- Gatsby, traduction de Julie Wolkenstein, 2011, P.O.L.
- Gatsby le Magnifique, traduction de Philippe Jaworski, 2012, La Pléiade et Folio.
- Gatsby, traduction de Jean-François Merle, 2013, Pocket.
- Gatsby le Magnifique, traduction de Michel Laporte, 2013, Hachette.
- Gatsby le Magnifique, traduction de Éric Coutelle, 2014, Galand.

Chaque nouvelle version a donné lieu à divers débats, comparaisons et critiques dans la presse, souvent en utilisant comme support les premières et dernières phrases du roman (voir ci-dessous).

### Traductions de l'incipit
À titre d'exemple, voici comment sont traduites, selon ces versions, les deux premières phrases du roman, « In my younger and more vulnerable years my father gave me some advice that I've been turning over in my mind ever since. “Whenever you feel like criticizing any one,” he told me, “just remember that all the people in this world haven't had the advantages that you've had.” »
- 1926 : « Quand j'étais plus jeune, ce qui veut dire plus vulnérable, mon père me donna un conseil que je ne cesse de retourner dans mon esprit : / — Quand tu auras envie de critiquer quelqu'un, songe que tout le monde n'a pas joui des mêmes avantages que toi. » (trad. Victor Llona, 1re version)
- 1946 : « Quand j'étais plus jeune, c'est-à-dire plus vulnérable, mon père me donna un conseil que je ne cesse de retourner dans mon esprit : / — Quand tu auras envie de critiquer quelqu'un, songe que tout le monde n'a pas joui des mêmes avantages que toi. » (trad. Victor Llona, 2e version)
- 1996 « Dès mon âge le plus tendre et le plus facile à influencer, mon père m’a donné un certain conseil que je n’ai jamais oublié. / — Chaque fois que tu te prépares à critiquer quelqu’un, m’a-t-il dit, souviens-toi qu’en venant sur terre tout le monde n’a pas eu droit aux mêmes avantages que toi. » (trad. Jacques Tournier, 1re version)
- 2007 : « J'étais très jeune encore et d'autant plus influençable, le jour où mon père m'a donné un certain conseil qui n'a jamais cessé de m'occuper l'esprit. / — Quand tu es sur le point de critiquer quelqu'un, m'a-t-il dit, souviens-toi simplement que sur terre tout le monde ne jouit pas des mêmes avantages que toi. » (trad. Jacques Tournier, 2e version)
- 2011 : « Quand j'étais plus jeune et plus influençable, mon père m'a donné un conseil que je n'ai cessé de méditer depuis. / “Chaque fois que tu as envie de critiquer quelqu'un, me dit-il, souviens-toi seulement que tout le monde n'a pas bénéficié des mêmes avantages que toi.” » (trad. Julie Wolkenstein)
- 2012 : « Quand j'étais plus jeune et plus vulnérable, mon père, un jour, m'a donné un conseil que je n'ai pas cessé de retourner dans ma tête. / “Chaque fois que tu seras tenté de critiquer quelqu'un, m'a-t-il dit, songe d'abord que tout un chacun n'a pas eu en ce bas monde les mêmes avantages que toi.” » (trad. Philippe Jaworski)

### Traductions de la dernière phrase
Les traductions de la non moins fameuse dernière phrase, « So we beat on, boats against the current, borne back ceaselessly into the past. », sont multiples et divergentes :
- 1926 : « C'est ainsi que nous avançons, barques luttant contre un courant qui nous rejette sans cesse vers le passé. » (trad. Victor Llona, 1re version)
- 1946 : « Car c'est ainsi que nous allons, barques luttant contre un courant qui nous ramène sans cesse vers le passé. » (trad. Victor Llona, 2e version)
- 1996 et 2007 : « Et nous luttons ainsi, barques à contre-courant, refoulés sans fin vers notre passé. » (trad. Jacques Tournier 1re version et 2e version)
- 2011 : « C'est ainsi que nous nous débattons, comme des barques contre le courant, sans cesse repoussés vers le passé. » (trad. Julie Wolkenstein)
- 2012 : « C'est ainsi que nous avançons, barques à contre-courant, sans cesse ramenés vers le passé. » (trad. Philippe Jaworski)

## Adaptations

### Au cinéma
- 1926 : Gatsby le Magnifique, film de Herbert Brenon, avec Warner Baxter dans le rôle-titre
- 1949 : Le Prix du silence, film de Elliott Nugent, avec Alan Ladd dans le rôle-titre
- 1974 : Gatsby le Magnifique (The Great Gatsby), film de Jack Clayton, avec Robert Redford dans le rôle-titre
- 2013 : Gatsby le Magnifique (The Great Gatsby), film de Baz Luhrmann, avec Leonardo DiCaprio dans le rôle-titre

### Au théâtre
- 2022 : Gatsby le Magnifique de Francis Scott Fitzgerald, mise en scène Alexandre Plank, Théâtre du Châtelet avec Sofiane Zermani dans le rôle-titre

### À l'opéra
- 1999 : The Great Gatsby, opéra de John Harbison créé au Metropolitan Opera de New York, avec Jerry Hadley dans le rôle-titre

### À la télévision
- 2000 : Gatsby le Magnifique, téléfilm de Robert Markowitz avec Toby Stephens

### En bande dessinée
- 2013 : Gatsby le magnifique, scénario Stéphane Melchior, dessin de Benjamin Bachelier, Gallimard BD[18]

## Dans la culture populaire
- L'actrice new yorkaise Susan Alexandra Weaver changera de prénom à l'adolescence pour prendre celui d'un des personnages du roman et s'appeler Sigourney Weaver.
- Haruki Murakami, traducteur attitré de F. Scott Fitzgerald vers le japonais, évoque le roman dans plusieurs de ses propres livres et notamment dans la Ballade de l'impossible, son premier gros succès ou son autobiographie Autoportrait de l'auteur en coureur de fond.
- Dans l'épisode Timmy de la saison 4 de South Park, Gatsby le Magnifique est l'un des deux livres lus par le médecin pour diagnostiquer un déficit aigu de l'attention.
- Gatsby le Magnifique est cité dans le film Coast Guards, avec Ashton Kutcher et Kevin Costner.
- Dans le drama Hana Yori Dango, Hanazawa Rui (interprété par Shun Oguri) lit ce livre dans l'escalier de secours.
- Dans l'épisode 12 de la saison 1 de la série télévisée Greek, Tripot en sous-sol, l'héroïne Casey prépare une fête surprise dans le ton des fêtes de l'époque de Gatsby.
- Vincent Chase, le héros de la série Entourage incarne Nick Carraway dans une adaptation fictive du livre réalisée par Martin Scorsese.
- Gatsby le Magnifique est fréquemment cité comme référence par les personnages de L'Hôtel New Hampshire, roman de John Irving. L'auteur rend notamment hommage au dénouement du livre, indépassable selon lui.
- Dans L'Abominable Vérité, c'est le livre préféré d'Abby (Katherine Heigl).
- Dans la série télévisée Vampire Diaries, c'est l'un des livres préférés de Stefan Salvatore (saison 1, épisode 5).
- Dans la série Pan Am, c'est l'un des livres préférés de Maggie Ryan.
- Dans la série télévisée Gossip Girl, c'est une source d'inspiration du livre de Dan Humphrey (saison 5).
- Lassé des spectateurs lui demandant de jouer son personnage de Latka, Andy Kaufman « punissait » son public en lisant Gatsby le Magnifique des heures durant, malgré la désertion de la salle. Il disait le considérer comme le plus grand roman du XXe siècle. L'anecdote est reprise dans Man on the Moon, réalisé par Miloš Forman, dans lequel Kaufman est interprété par Jim Carrey.
- Dans l'épisode 4 de la saison 1 de la série télévisée Queer as Folk, le personnage de Justin Taylor (interprété par Randy Harrison), répond à une question posée par son professeur de littérature en rapport avec le roman.
- Dans l'épisode 6 de la saison 2 de la série Sur écoute, le personnage D'Angelo Barksdale (interprété par Larry Gilliard Jr.), participe en prison à une session de lecture et donne son interprétation du personnage de Gatsby et de ce que pouvait vouloir dire Scott Fitzgerald à travers lui.
- Dans la série Californication, le personnage de Lew Ashby est inspiré de Gatsby.
- Dans l'épisode 14 de la saison 3 de la série télévisée Pretty Little Liars, Aria Montgomery se déguise en Daisy, un des principaux personnages de l'histoire de Gatsby le Magnifique.
- Dans l'épisode 14 de la saison 2 de la série télévisée Smash, Julia Houston (interprétée par Debra Messing) écrit une pièce de théâtre inspirée du livre.
- Dans la saison 2 de la série Dallas, John Ross fait référence à Gatsby pour décrire Pamela, observant la nuit sur son balcon.
- Dans la chanson The Girlz du groupe allemand Alphaville, le chanteur et auteur Marian Gold fait référence aux dernières lignes du roman en les modifiant très légèrement « So I beat on against the current, borne back ceaselessly into the past… ».
- Gatsby le magnique est cité dans le roman L'Attrape-cœurs de J.D. Salinger, dans lequel le personnage principal considère Gatsby comme « son pote ».
- Gatsby le magnifique est cité dans le livre Le Monde de Charlie écrit par Stephen Chbosky.
- Gatsby le Magnifique est cité dans le livre Nos étoiles contraires de John Green.
- Gatsby le Magnifique est cité dans le livre Personal Demons (tome 3) de Lisa Desrochers.
- Gatsby le magnifique est cité dans le roman Paris est une fête de E. Hemingway dont l'auteur le considère comme un écrit de très bonne qualité
- Gatsby Le Magnifique est cité dans E=mc² mon amour par Daniel lorsqu'il parle de l'hôtel où réside Lauren, de Patrick Cauvin.
- Gatsby le Magnifique est mentionné dans le film Ted 2, lorsque l'avocate de Ted interroge John Bennett et lui-même sur leur culture en leur demandant le nom de l'auteur de ce roman.
- L'épisode 7 de la saison 15 de Les Griffin, diffusé en novembre 2016, recrée trois œuvres de littérature américaine, dont celle-ci.
- The Night Before, quand Mr. Green surprend Ethan interprété par Joseph Gordon-Levitt et qu'il lui explique qu'il organise le Bal du Casse-Noisette grâce au roman Gatsby le Magnifique
- Dans l'épisode 7 de la saison 1 de Les Désastreuses Aventures des Orphelins Baudelaire, série télévisée adaptée des romans pour la jeunesse du même nom, Klaus évoque le panneau publicitaire orné de deux yeux, censés représenter le regard de Dieu, avant d'entrer dans le cabinet de l'ophtalmologiste du Dr. Georgina Orwell.
- Dans le comic Peanuts, plusieurs gags montrent un personnage donnant des cours de catéchisme à un groupe d'enfants, l'un d'entre eux faisant en permanence référence à Gatsby Le Magnifique comme étant un personnage biblique.
- Dans le manga Bungo Stray Dogs, l'un des personnages porte le nom de F. Scott Fitzgerald. C'est le chef du groupe nord-américain nommé « La Guilde ». Riche entrepreneur conscient de faire partie d'une certaine élite. Sa capacité Fitzgerald le magnifique lui permet de gagner plus de puissance en fonction de l'argent qu'il a dépensé. Il arbore une grande confiance en soi et obtient ce qu'il veut.
- Dans le film after, le personnage principal, Hardin Scott le lit sur le lit de Tessa, puis ils citeront un passage du livre : « - Désolé mais tout n’était qu’un rêve

- Non, tout n’était qu’un mensonge »
- Dans Quand je serais chaos de Disiz la peste, à 2min07 environ, le rappeur dit « et comme Gastby tu es magnifique ».

#### Personnages du roman
- Jay Gatsby, le protagoniste éponyme
- Meyer Wolfshiem, ami et mentor de Gatsby